# Robert C. Lee
Robert Corwin Lee (ur. 30 sierpnia 1888, zm. 1 września 1971) – amerykański przedsiębiorca, oficer.
Został oficerem United States Navy, dosłużył stopnia generała brygady – ang. rear admiral (lower half).
Był wiceprezesem kompanii okrętowej Moore-McCormack Lines oraz prezesem linii okrętowej American Scantic Line, w ramach której funkcjonowały rejsy z Ameryki Północnej m.in. do polskiej Gdyni. W 1936 został odznaczony Krzyżem Oficerskim Orderu Odrodzenia Polski.